# Fellette
Fellette (Fełete in veneto) è una frazione del comune italiano di Romano d'Ezzelino, in provincia di Vicenza.

## Geologia del territorio
Il territorio è di origine alluvionale e si sviluppa proprio sul cono di deiezione della Valle S. Felicita. Il suolo è costituito prevalentemente da detriti silicei allo stato puro.

## Origine del nome
La più probabile origine del nome "Fellette" deriva dal vocabolo latino filictum (il felceto), che in friulano si trasforma in felèt-felète. Costituendo la zona di campagna pianeggiante di fronte al resto del paese prevalentemente collinare e montuoso, la zona di Fellette doveva in effetti essere, nei tempi lontani, ricca di felceti. Lo stesso nome di una delle vie più antiche del paese, Via delle Marze, deriva dalla parola "marcite", la zona acquitrinosa dove crescono le felci.

## Origini romane
Le origini di Fellette risalgono al periodo di colonizzazione romano del Bassanese. Roma, per difendersi dalle popolazioni barbare alpine, aveva costruito nel territorio delle colonie, avamposti a difesa delle vallate della Valsugana.
Gli avamposti erano collegati dalla Via Consolare costruita dal console Spurio Postumio Albino nel 148 a.C.
La strada costituiva così il decumano massimo del Bassanese.
Dalla via decumana massima venivano tracciati, parallelamente, gli altri decumani e, perpendicolarmente, i cardi. La via decumana di Fellette proveniva dalla direzione di Bassano, passava a lato della chiesa e proseguiva vero Mussolente, lungo quella che oggi è chiamata Via Trieste, che in effetti è quasi parallela alla Via Postumia. Il saltus fellettiano (il riquadro delimitato dai cardi e dai decumani di lato 2400 passi romani doppi) era segnato da alcuni cippi sormontati da colonna detti cippi terminali o confinari, che sono tutt'ora visibili: un davanti al cimitero; uno, che una volta si trovava presso l'incrocio delle due strade per Bassano e San Giacomo, è ora di fianco alla chiesa. L'ultimo, sprovvisto di colonna e scavato all'interno, si situava, almeno fino agli anni sessanta, in Via Bortignoni. È ragionevole pensare che nel corso del tempo i cippi siano stati spostati, possibilmente più di una volta.
È curioso notare che la distanza coperta da esattamente tre salti, essendo un passo romano pari a circa un metro e mezzo, è pari a quella che divide la Via Postumia dall'antico decumano di Fellette, poco meno di undici chilometri:
{\displaystyle 1,5\ \mathrm {m} /passus\times 2400\ passi/saltus\times 3\ salti=10,8\ \mathrm {km} }

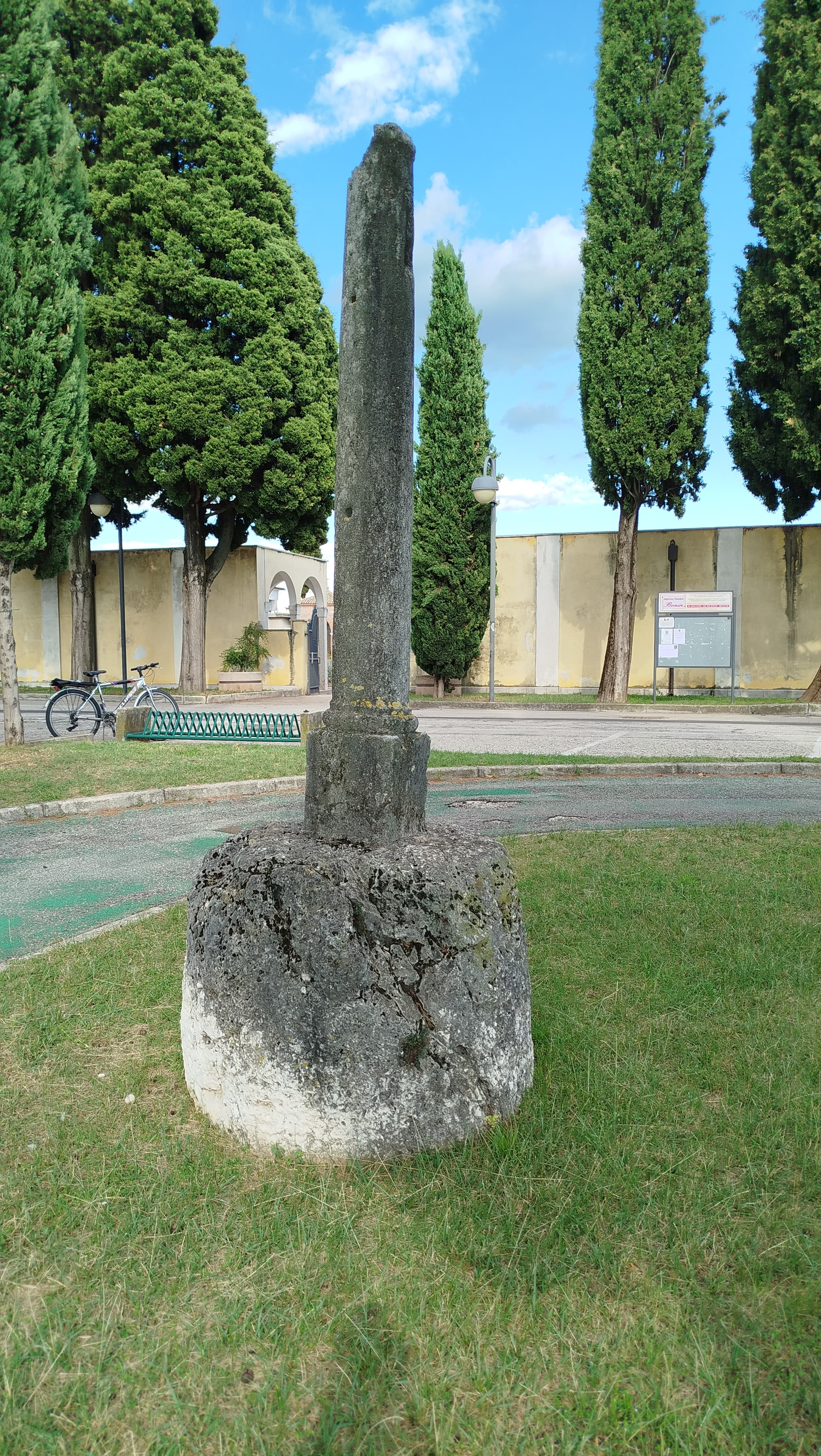
Cippo terminale di fronte al cimitero di Fellette

La datazione della centuriazione è controversa. Secondo il Cessi è da ricondurre ai primi decenni dell'epoca Augustea, ma altre fonti riportano tempi antecedenti, quando le cittadine venete stavano acquisendo la cittadinanza romana.
Nel corso del tempo sono stati ritrovati, lungo la via decumana, numerosi artefatti romani:
- una tomba di donna e altre tombe con lumini e vasi;
- monete di bronzo e argento;
- laterizi;
- anfore;
- mattoni.

## Storia ecclesiastica
La prima testimonianza del toponimo di Fellette nei registri si ha nel 1444, quando un certo Pietro Dall’Armi da Fellette (da le Felete) e suo figlio Giovanni compiono una compravendita di una pezza di terra aratoria.
Nel 1501 il nobile Nicolò Quirini cede ai fratelli Ambrogio e Bonetto del fu Bianchino de Bellaviti un fondo di 56 campi nella zona di Fellette. Verosimilmente questo fu l'impulso che produsse una serie di costruzioni che diedero vita ad un dimora padronale, chiamata Ca’ Bianchin.
Il primo documento sulla chiesa di Fellette, nata come piccolo oratorio compreso in questa dimora, è del 1531. Per un certo periodo all'inizio della sua esistenza, questo sarà conosciuto con il nome di "Oratorio di  Ca’ Bellegno in campagna". L'Oratorio si situava esattamente nella posizione dell'attuale chiesa.
Successivamente, sappiamo che l'oratorio fu intitolato dal 1698 a San Lorenzo, e dal 1746 ai santi Rocco e Sebastiano.
Il 16 luglio 1778 l'oratorio venne nominato Curazia da Mons. Giustiniani. La curazia venne genericamente chiamata "alla Fellette". 
Il 3 settembre 1816, durante la visita pastorale di Mons. Francesco Scipione Dondi dall'Orologio, emerge per la prima volta l'idea di una chiesa con tre altari, il maggiore dedicato al SS. Redentore, il secondo altare alla Madonna delle Grazie e il terzo alla Natività di Nostro Signore, che verrà consacrata nel 1832 dal vescovo Modesto Farina. Il 16 marzo 1896 divenne parrocchia e il 6 maggio dello stesso anno venne nominato il primo parroco di Fellette, don Giovanni Donazzan.  Il SS. Redentore resterà definitivamente il titolare della chiesa.
Il 21 aprile 1909 fu benedetta la prima pietra di una nuova torre campanaria in stile romanico, alta 40 metri e progettata dall'ingegnere Augusto Zardo di Crespano. La torre, inaugurata il 6 agosto 1913, contiene tre campane della ditta Francesco Broili di Udine, in MI-RE-DO.

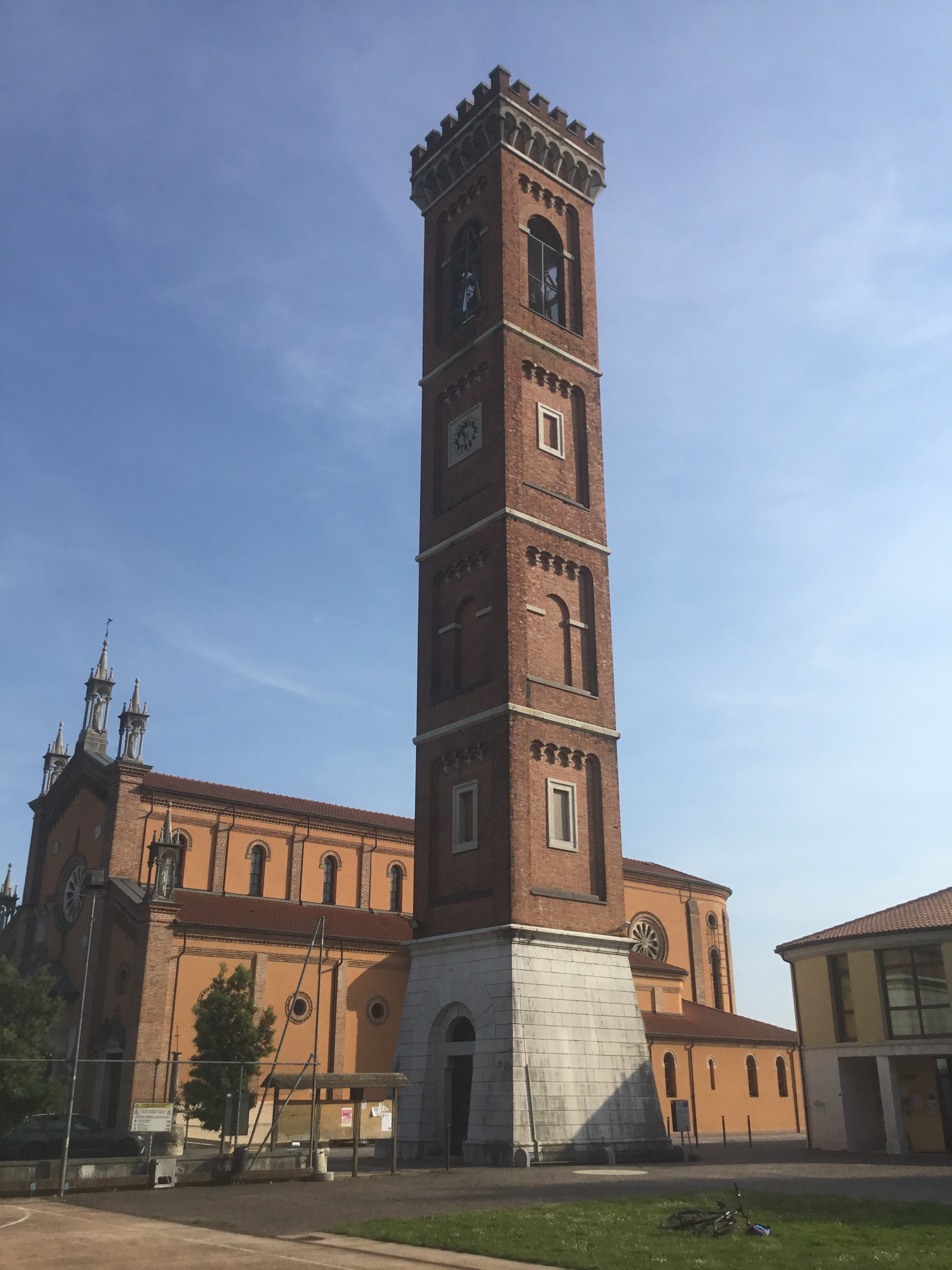
La torre campanaria vista da nord.

Durante la prima guerra mondiale, nel novembre del 1917, gli abitanti di Fellette stavano per essere costretti a sfollare a Ravenna. Come supplica a Dio di scongiurare il rischio di dover abbandonare le proprie case, il 18 novembre venne avanzata la promessa collettiva della costruzione di una nuova chiesa, la cui prima pietra venne benedetta nel febbraio del 1923. Fu inaugurata poi il 7 febbraio 1925. Nel 2025 si sono svolte le celebrazioni del centenario. 
La costruzione è stata progettata dall’arch. Domenico Rupolo di Venezia e la chiesa è stata consacrata da Mons. Elia Dalla Costa il 7 febbraio del 1931.

## Tradizioni
- Il Carnevale dei Ragazzi di Fellette viene organizzato ogni anno nel mese di febbraio da ormai 57 edizioni. È rinomato per i suoi carri allegorici simbolo di un folclore paesano e attrae partecipanti da tutto il Bassanese.
- Durante il mese di luglio si svolge la Festa del SS. Redentore, che prevede intrattenimenti e l'installazione di una sagra.